# David Shutt, Baron Shutt of Greetland

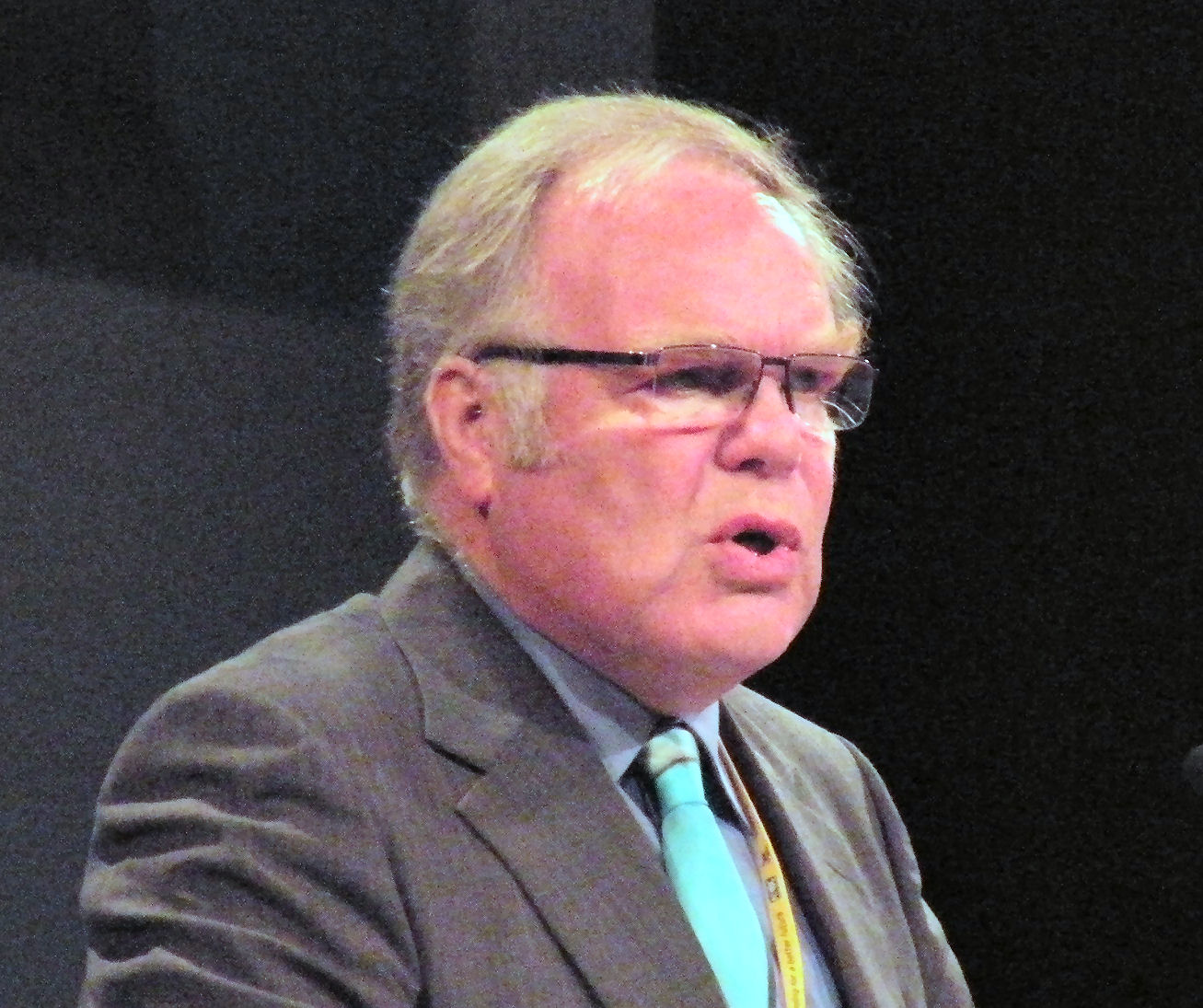
David Shutt, Baron Shutt of Greetland

David Trevor Shutt, Baron Shutt of Greetland OBE PC (* 16. März 1942; † 30. Oktober 2020) war ein britischer Politiker der Liberal Party bzw. dann der Liberal Democrats, der sieben Mal erfolglos für ein Abgeordnetenmandat im House of Commons kandidierte und ab 2000 als Life Peer Mitglied des House of Lords war.

## Leben

### Erfolglose Unterhauskandidaturen und Kommunalpolitiker
Shutt, der von Beruf Wirtschaftsprüfer war, begann Anfang der 1970er Jahre seine politische Laufbahn in der Liberal Party und kandidierte im Wahlkreis Sowerby bei den Unterhauswahlen am 18. Juni 1970, 28. Februar 1974, 10. Oktober 1974 sowie 3. Mai 1979 jeweils ohne Erfolg für ein Mandat im House of Commons.
Zwischenzeitlich wurde er jedoch 1973 erstmals zum Mitglied des Rates des Metropolitan Borough Calderdale gewählt und gehörte diesem zunächst bis 1990 an. Während dieser Zeit war Shutt, der zwischen 1975 und 2010 Direktor des Joseph Rowntree Reform Trust war, von 1979 bis 1982 auch Vorsitzender der Fraktion der Liberal Party im Borough Council sowie anschließend zwischen 1982 und 1983 Bürgermeister von Calderdale.
Während er bei den Wahlen vom 9. Juni 1983 sowie am 11. Juni 1987 im Wahlkreis Calder Valley erneut jeweils erfolglos für einen Sitz im Unterhaus kandidiert hatte, fungierte er von 1985 bis 2010 als Trustee des Joseph Rowntree Charitable Trust. Nachdem er zuletzt für die aus der Fusion von Liberal Party und Social Democratic Party (SDP) 1988 hervorgegangenen Liberal Democrats bei den Unterhauswahlen am 9. April 1992 im Wahlkreis Pudsey abermals ohne Erfolg für ein Abgeordnetenmandat im House of Commons kandidiert hatte, wurde er 1995 abermals zum Mitglied des Rates des Metropolitan Borough Calderdale gewählt und gehörte diesem nunmehr bis 2003 an. In dieser Zeit war er von 1995 bis 2000 auch Vorsitzender der Fraktion der Liberal Democrats. Für seine Verdienste wurde er 1993 mit dem Offizierskreuz des Order of the British Empire ausgezeichnet.

### Oberhausmitglied
Durch ein Letters Patent vom 12. Mai 2000 wurde Shutt, der auch Privy Councillor wurde, als Life Peer mit dem Titel Baron Shutt of Greetland, of Greetland and Stainland in the County of West Yorkshire, in den Adelsstand erhoben. Kurz darauf erfolgte am 16. Mai 2000 seine Einführung (Introduction) als Mitglied des House of Lords. Im Oberhaus gehörte er zur Fraktion der Liberal Democrats.
Während seiner bisherigen Oberhauszugehörigkeit war Lord Shutt zwischen 2001 und 2010 Parlamentarischer Geschäftsführer (Whip) der Liberal Democrats im Oberhaus, wobei er zwischen 2002 und 2005 stellvertretender Hauptgeschäftsführer (Deputy Chief Whip) sowie anschließend bis 2010 Parlamentarischer Hauptgeschäftsführer (Chief Whip) der Liberal Democrats im House of Lords war. In dieser Zeit war er außerdem von 2001 bis 2005 Sprecher seiner Fraktion für Nordirland sowie zeitgleich von 2001 bis 2004 für internationale Entwicklung.
Nach den Unterhauswahlen am 6. Mai 2010 und der darauf folgenden Bildung einer Koalitionsregierung durch die Conservative Party sowie den Liberal Democrats fungierte Lord Shutt zwischen 2010 und 2012 wiederum als Deputy Chief Whip der Regierung mit dem Ehren-Titel eines Captain of the Queen’s Bodyguard of the Yeomen of the Guard. Zugleich war er 2010 kurzzeitig Sprecher für Kultur, Medien und Sport sowie anschließend von 2010 bis 2012 Sprecher der liberal-demokratischen Regierungsfraktion für Nordirland, Verkehr und Wales. 2012 folgte ihm Richard Newby, Baron Newby als Deputy Chief Whip und Captain of the Queen’s Bodyguard of the Yeomen of the Guard.